# Gerardo da Sessa
Gerardo da Sessa (né à Sessa, aujourd'hui au canton du Tessin, Suisse, alors dans le duché de Milan,  et mort après le  22 avril 1212  à Milan) est un cardinal italien   du XIIIe siècle. Il est membre de l'ordre des cisterciens.

## Biographie
Da  Sessa est chanoine à Parme et prévôt de Borgo San Donnino. Il est abbé de S. Maria di Tileto à Acqui. Da Sessa est élu évêque de Novare en 1209 et promu archevêque de Milan en 1211.
Le pape Innocent III le crée cardinal lors du consistoire de mai ou juin 1211.  Le cardinal est légat aux États pontificaux, occupés alors par l'empereur Otton de Brunswick, qui est excommunié.